# HSPB8
HSPB8‏ (Heat shock protein family B (small) member 8) هوَ بروتين يُشَفر بواسطة جين HSPB8 في الإنسان.